# Merivälja
 Merivälja est un quartier du district de  Pirita  à Tallinn en Estonie.

## Description
En 2019, Merivälja compte 2 960 habitants.
Sa superficie est de 1,63 km2.
Les rues du quartier sont Tõusu tee, Mõõna tee, Vaate tee  Jugapuu tee, Viirpuu tee, Aiatee tänav, Andrekse tee, Haaviku tee, Haaviku põik, Heki tee, Hiiela tee, Hõbekuuse tee, Ida tee, Kesktee, Kikkapuu tee, Kõivu tee, Kõivu põik, Lauri tee, Leedri tee, Lehiku tee, Lodjapuu tee, Lodumetsa tee, Lõhmuse tee, Lõhmuse põik, Lääne tee, Merivälja tee, Mähe-Kaasiku tee, Naadi tee, Paakspuu tee, Pihlametsa tee, Pärniku tee, Ranna tee, Ranniku tee, Ranniku põik, Rändrahnu tee, Salu tee, Sarapiku tee, Toomiku tee, Tuule tee, Tuulenurga tänav, Vahtriku tee, Variku tee, Viimsi tee, Viimsi põik, Võra tee et Väina tee.

## Population
| 2008  | 2010  | 2011  | 2012  | 2013  | 2014  |
| ----- | ----- | ----- | ----- | ----- | ----- |
| 2 823 | 2 831 | 2 844 | 2 929 | 2 964 | 2 984 |

| 2015  | 2016  | 2017  | 2018  | 2019  | 2020  |
| ----- | ----- | ----- | ----- | ----- | ----- |
| 3 014 | 3 079 | 3 088 | 3 094 | 2 960 | 2 984 |

| 2021  | 2022  | - | - | - | - |
| ----- | ----- | - | - | - | - |
| 2 943 | 2 884 | - | - | - | - |

## Transports
Les lignes de bus n° !A et 49 desservent le quartier.

## Lieux et monuments
- Haaviku tee 10 – École maternelle de Merivälja ;
- Heki tee 16 - École primaire de Merivälja ;
- Ranniku tee 48 - Maison de retraite Merivälja ;
- Parc Merivalja.

## Galerie

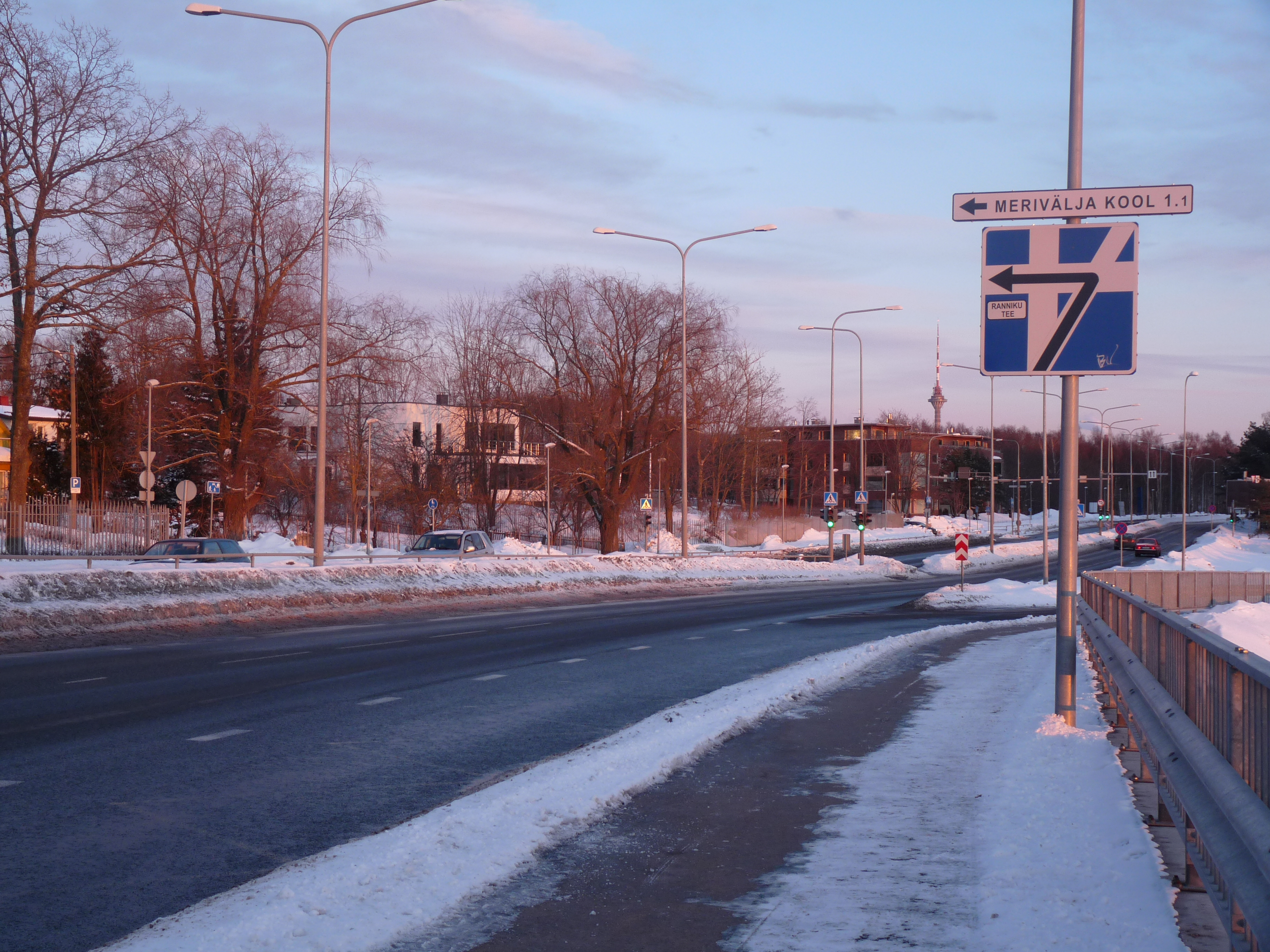
Plage de Pirita
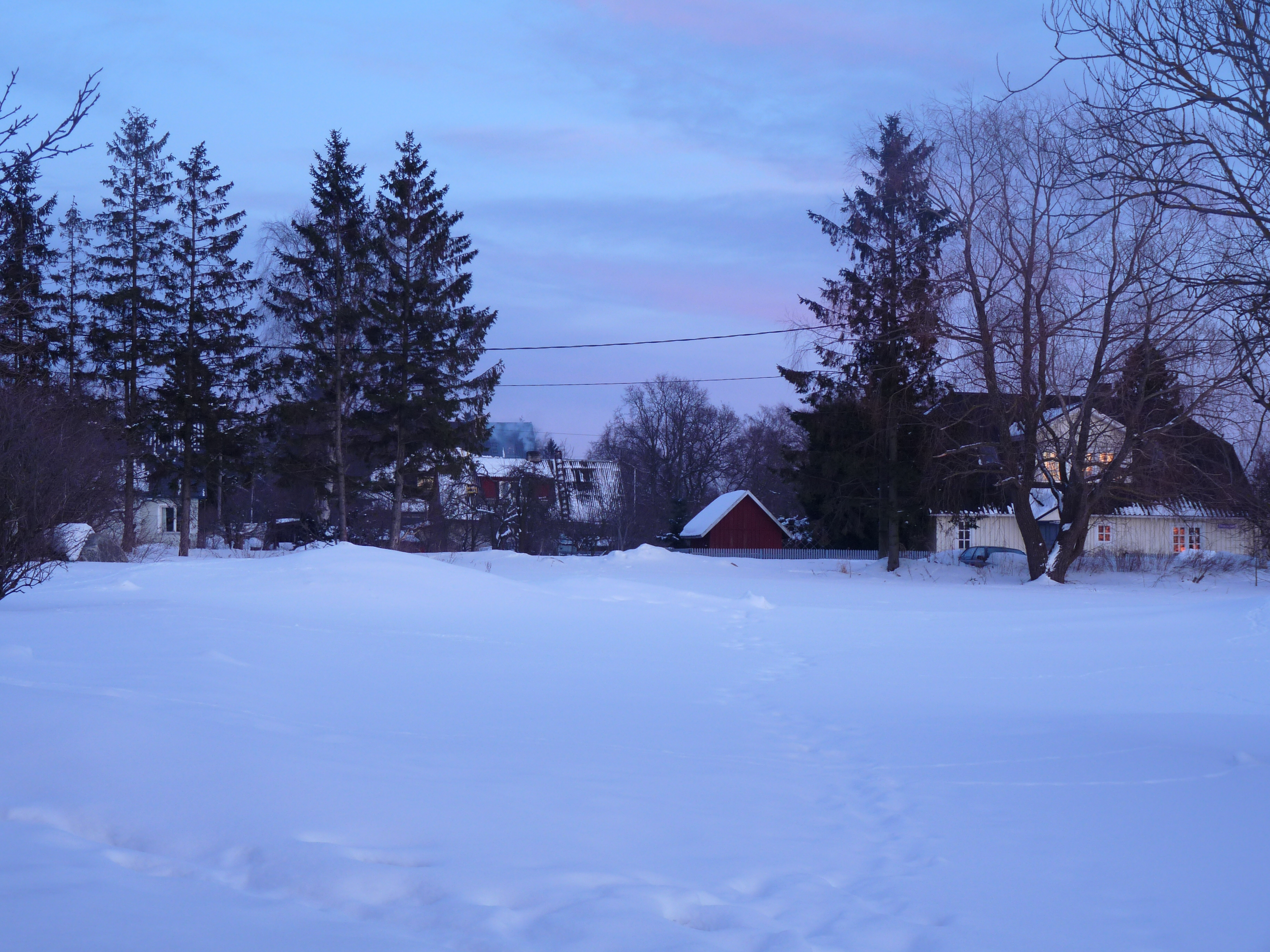
Bâtiments de Merivälja
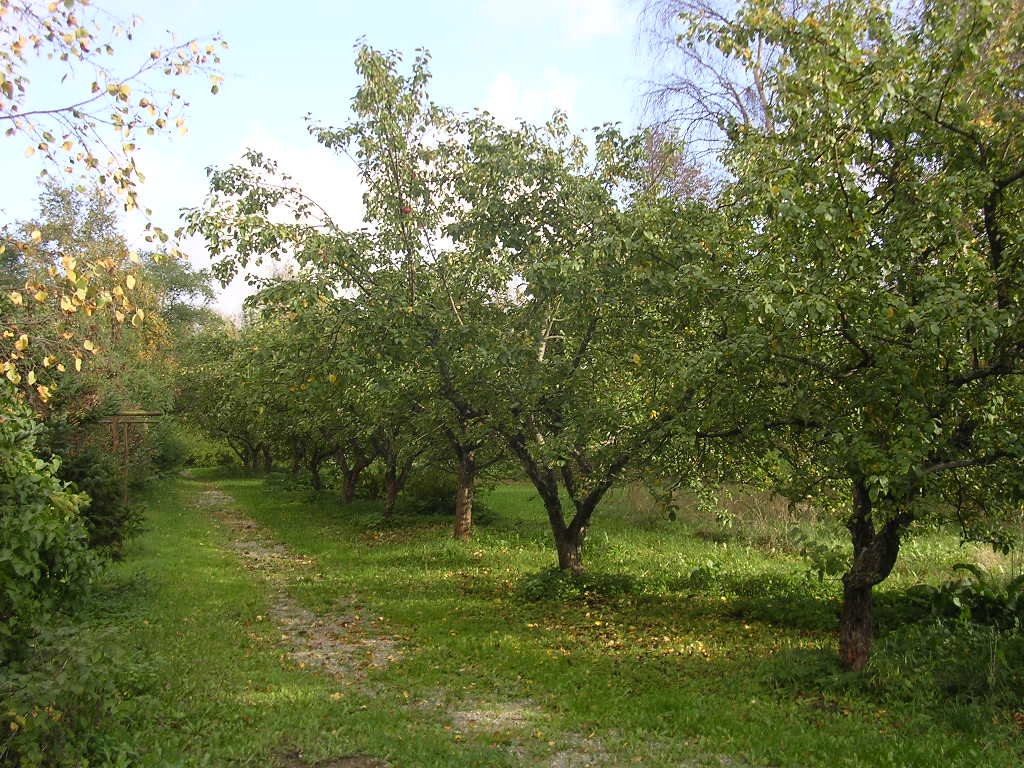
Pommiers à Merivälja
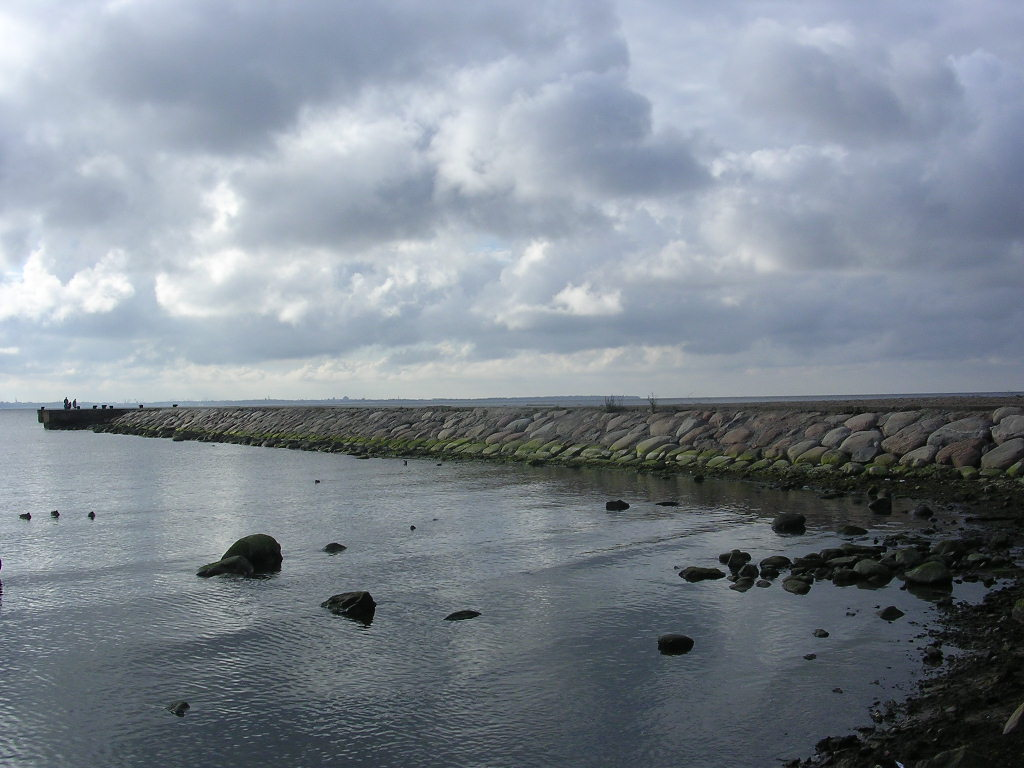
Quai de Merivälja .
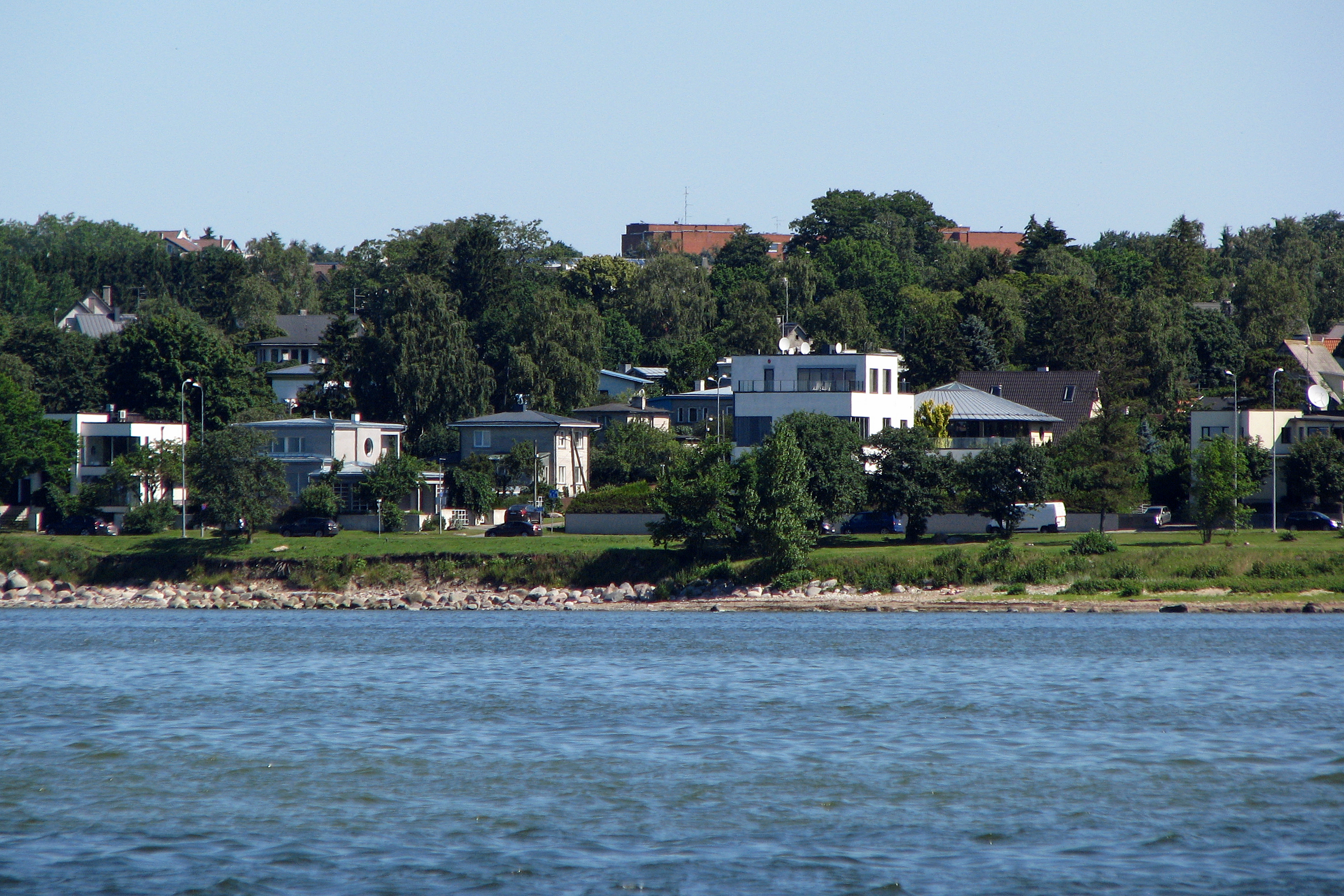
Merivälja.
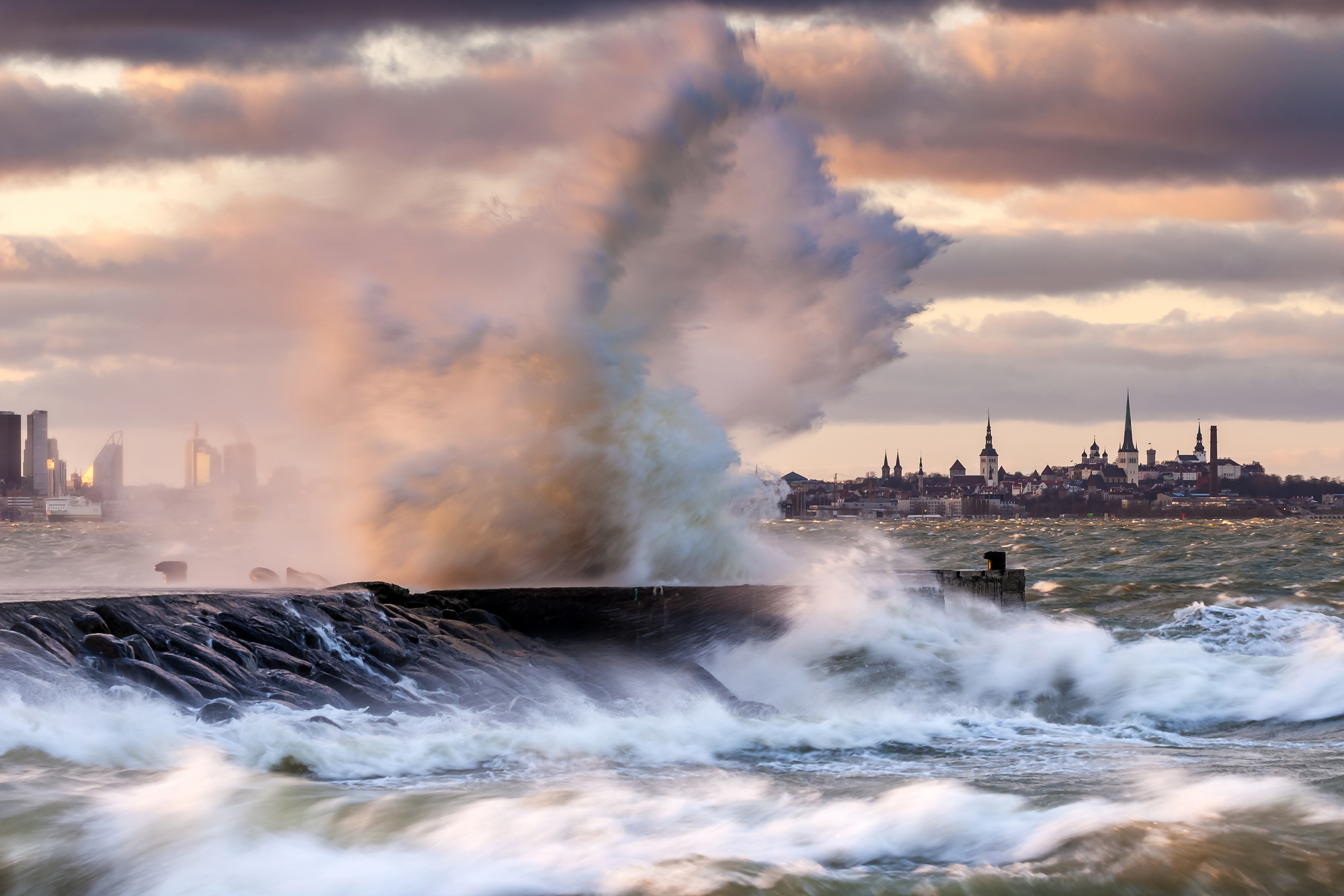
La jetée de Merivälja lors de la tempête de décembre 2015.
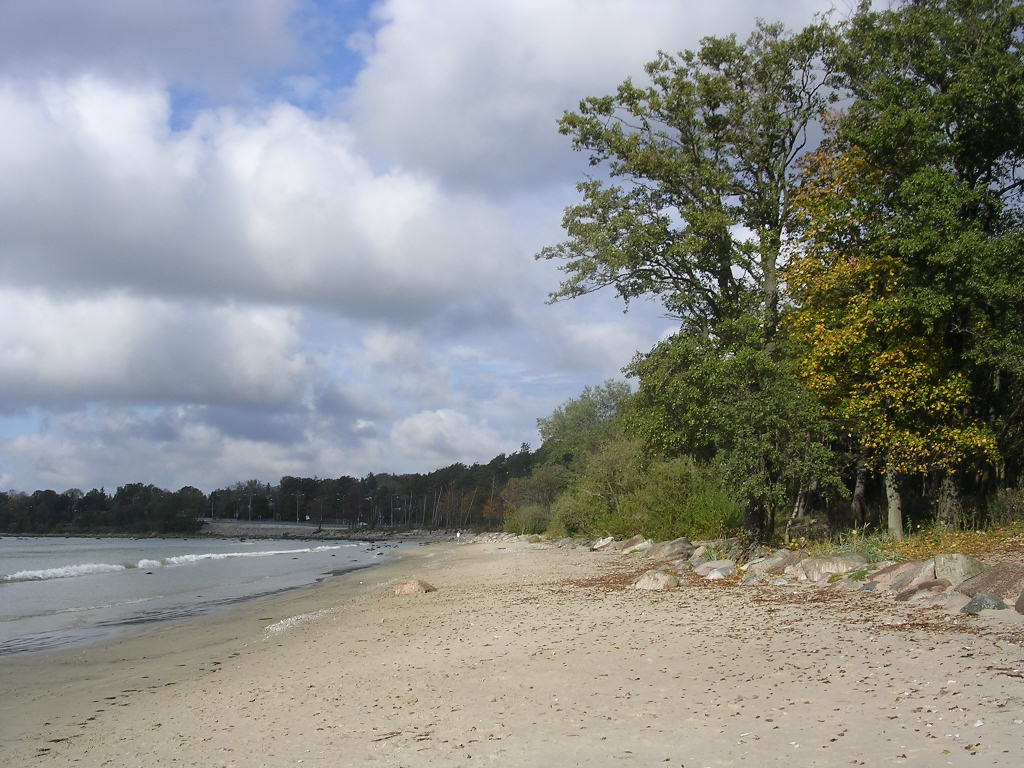
Plage de Merivälja
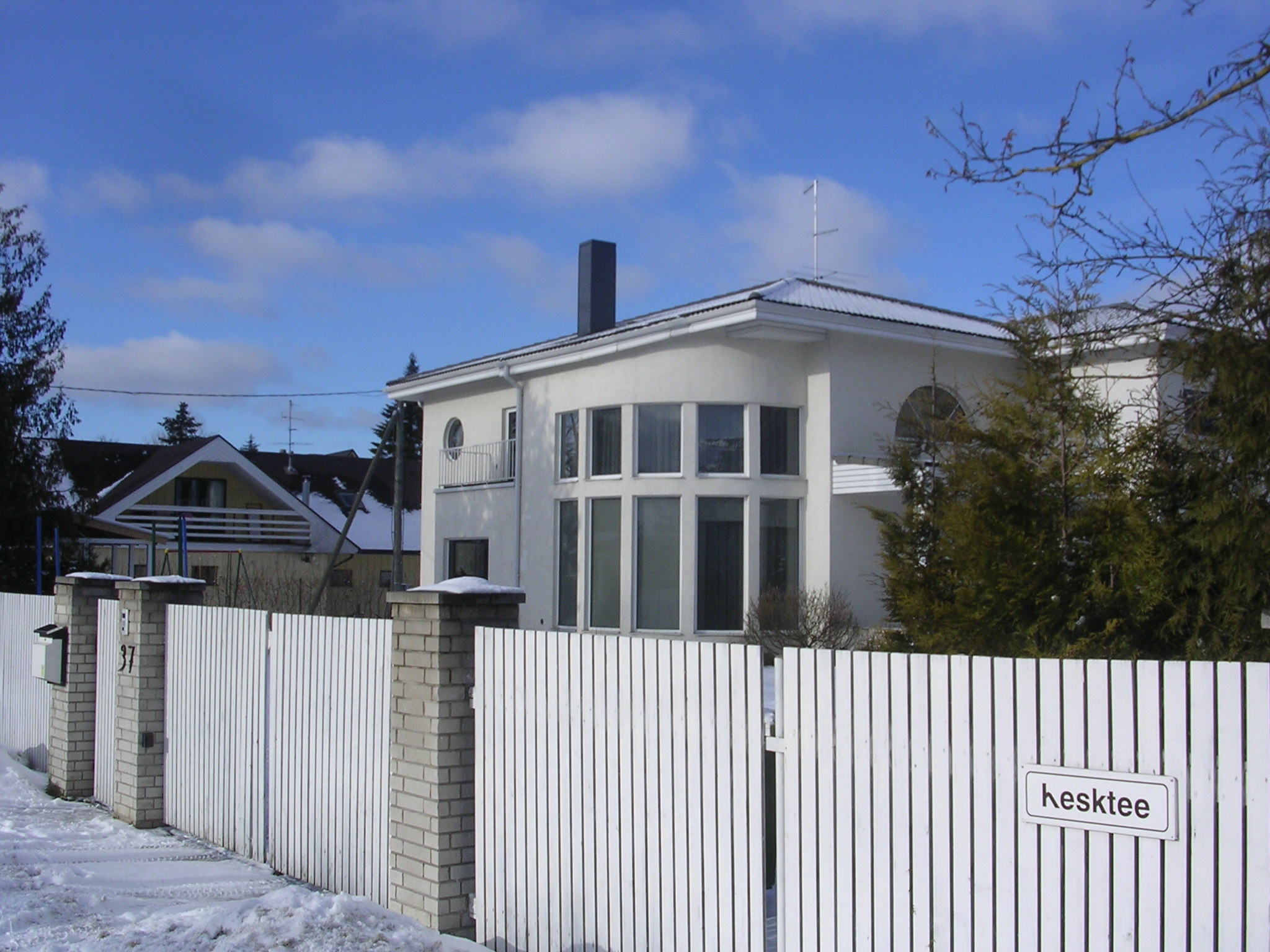
Kesktee.
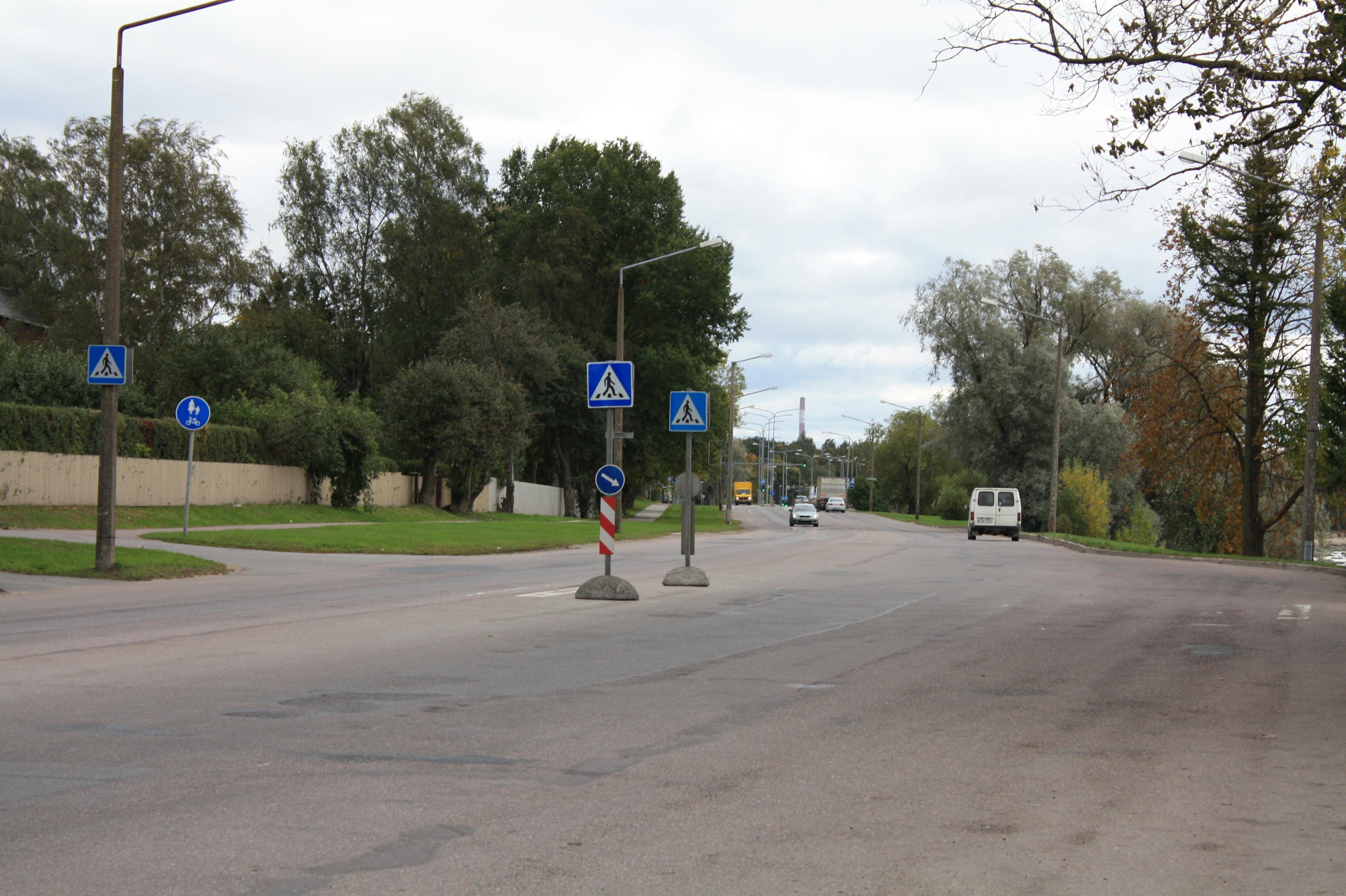
Merivalja tänav.
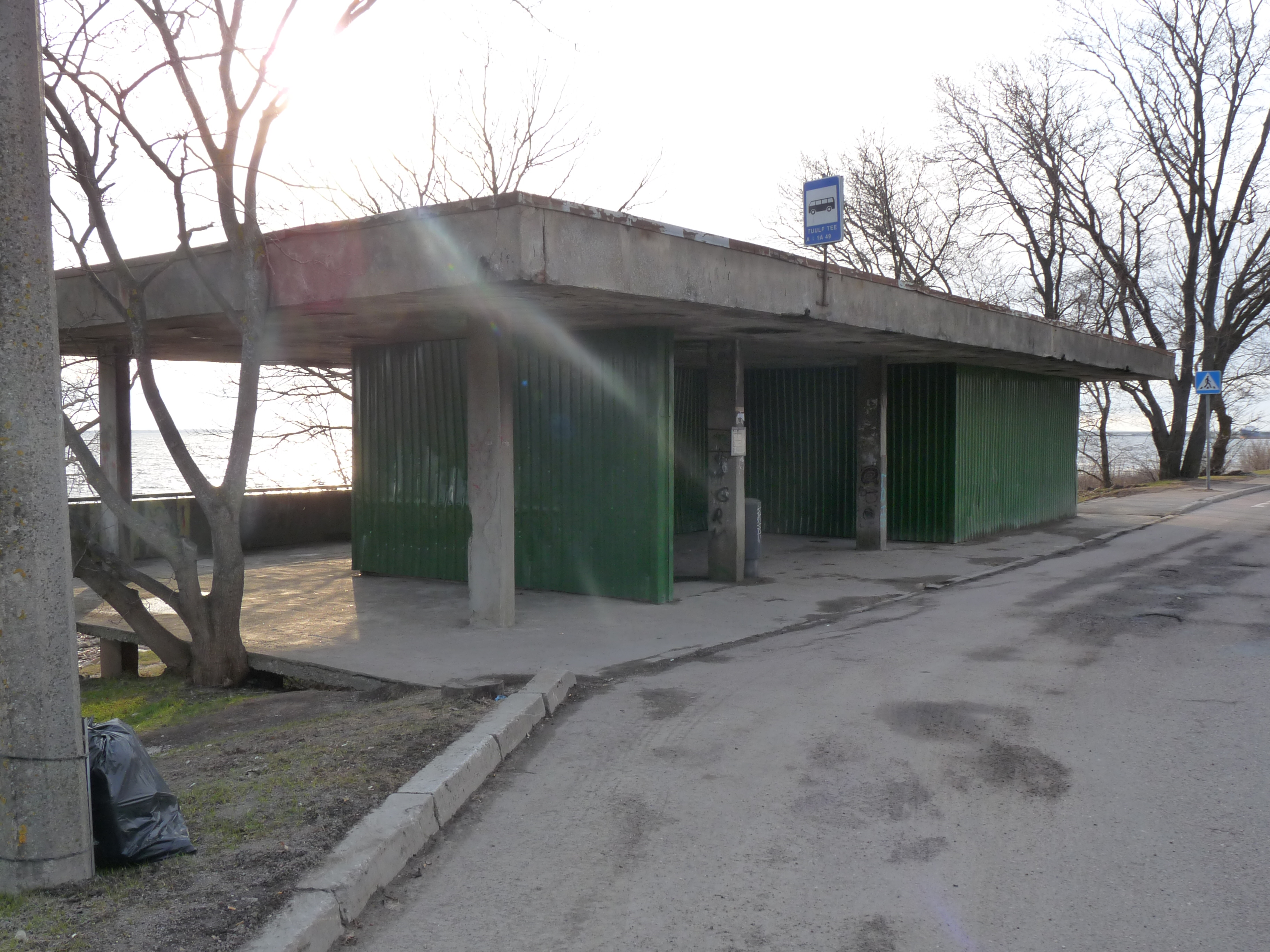
Arrêt de bus Merivalja.